# Ma Chương
Ma Chương (chữ Hán giản thể: 麻章区, âm Hán Việt: Ma Chương khu) là một quận thuộc địa cấp thị Trạm Giang, tỉnh Quảng Đông, Cộng hòa Nhân dân Trung Hoa. Quận Ma Chương có diện tích 769 km², dân số 470.000 người. Về mặt hành chính, quận Ma Chương được chia thành 7 nhai đạo. Tổng cộng có 114 ủy ban thôn, 12 ủy ban cư.
Các nhai đạo: Ma Chương, Thái Bình, Hồ Quang, Đông Sơn, Đông Giản, Dân An, Nạo Châu.